# 오스트리아-마르크스주의
오스트리아-마르크스주의(Austromarxism)는 오스트리아-헝가리의 오스트리아 사회민주당과 오스트리아 제1공화국의 구성원인 빅터 아들러, 오토 바우어, 카를 레너, 막스 아들러, 루돌프 힐퍼딩이 이끄는 마르크스주의 이론 흐름이었다. 나중에는 오스트리아 태생의 혁명가이자 황실 장관 폰 슈투르크 백작의 암살자인 프리드리히 아들러(Friedrich Adler)의 지원을 받았다. 민족성과 민족주의 이론, 그리고 이를 제국주의 맥락에서 사회주의와 조화시키려는 시도로 잘 알려져 있다. 보다 일반적으로, 오스트리아-마르크스주의자들은 사회민주주의와 혁명적 사회주의 사이의 통합을 달성하려고 노력했다. 독특하게도, 오스트리아-마르크스주의자들은 노동계급의 계급의식이 국가적 자율성의 유지를 통해 보다 유기적으로 달성될 수 있다고 단정했다. 이는 국제주의적 관점과 유럽의 다른 곳의 정통마르크스주의 집단에서 대중적인 당 전위 개념과 대조적이었다.